# Меч Мартина
«Меч Мартина» (англ. Loamhedge) — фантастический роман Брайана Джейкса из серии «Рэдволл», издан в 2003 году.

## Сюжет
В Рэдволл возвращаются скитальцы Брагун и Саро. Но вновь уходят для того чтобы найти секрет сестры Амил и помочь зайчихе Марте встать на ноги. Вместе с ними увязываются юные заяц Хортвил, мышь Спринголд и белка Фенна. Но с их уходом в Рэдволл приходят две банды хищников: сначала банда лисёнка Неистового Рыжа, которая захватывает двор аббатства. Когда рэдволльцы наконец решились уничтожить хищников, пришла новая большая банда в полсотню пиратов во главе с капитаном Рага Болом. Барсук Лонна Острый глаз спешит на помощь рэдволльцам, но им владеет Жажда Крови и он одержим местью Рага Болу. Тем временем пять путешественников находят могилу сестры Амил, но секрета не находят. Брагун и Саробандо придумывают его сами, но потом погибают, дабы прикрыть отход Хорти, Фенны и Спринголд. Вернувшись в Рэдволл, Фенна становится аббатисой, Спринголд летописецей, Лонна становится лордом Саламандастрона, а Хорти одним из его солдат. Марта же снова начинает ходить.